# Dedeh Erawati
Dedeh Erawati (ur. 25 maja 1979 w Sumedangu) – indonezyjska lekkoatletka, płotkarka. Medalistka mistrzostw Azji na stadionie i w hali, wielokrotna medalistka igrzysk Azji Południowo-Wschodniej, uczestniczka igrzysk olimpijskich oraz mistrzostw świata.

## Przebieg kariery
W 1999 wystąpiła na igrzyskach Azji Południowo-Wschodniej, gdzie zajęła 4. pozycję w biegu na 100 m przez płotki. Cztery lata później, również podczas tych samych igrzysk, zajęła również 4. pozycję w tejże konkurencji, jak również była członkinią sztafety 4 × 100 m, która wywalczyła brązowy medal. W 2005 zadebiutowała na mistrzostwach Azji, zajmując 7. pozycję w biegu na 100 m przez płotki, w tej samej konkurencji udało się jej zdobyć brązowy medal halowych mistrzostw Azji rozgrywanych w 2006 roku.
Była uczestniczką igrzysk olimpijskich w Pekinie. W ich ramach startowała w konkurencji biegu na 100 m przez płotki, gdzie w eliminacjach zajęła 7. pozycję w swej kolejce (z czasem 13,49 ustanowiła nowy rekord kraju) i odpadła z dalszej rywalizacji.
W 2009 zdobyła jedyny w karierze brązowy medal mistrzostw Azji (w konkurencji biegu na 100 m przez płotki). W tejże konkurencji startowała podczas jedynego w historii swych występów startu na mistrzostwach świata, zajęła finalnie 7. pozycję w eliminacjach. W 2013 została mistrzynią igrzysk solidarności islamskiej. Ostatni start lekkoatletki miał miejsce w trakcie mistrzostw kraju rozegranych w grudniu 2017 roku, Indonezyjka zdobyła wówczas złoty medal w sztafecie 4 × 100 m.
W latach 2002–2013 wywalczyła indywidualnie siedem tytułów mistrzyni kraju.

## Osiągnięcia
| Rok     | Zawody                              | Miasto              | Miejsce | Konkurencja                | Wynik |
| ------- | ----------------------------------- | ------------------- | ------- | -------------------------- | ----- |
| 1999    | Igrzyska Azji Południowo-Wschodniej | Bandar Seri Begawan | 4.      | bieg na 100 m przez płotki | 14,05 |
| 2003    | Igrzyska Azji Południowo-Wschodniej | Hanoi               | 4.      | bieg na 100 m przez płotki | 13,96 |
| 2003    | Igrzyska Azji Południowo-Wschodniej | Hanoi               | 3.      | sztafeta 4 × 100 m         | 45,86 |
| 2005    | Mistrzostwa Azji                    | Inczon              | 7.      | bieg na 100 m przez płotki | 14,10 |
| 2005    | Igrzyska Azji Południowo-Wschodniej | Manila              | 2.      | bieg na 100 m przez płotki | 13,58 |
| 2006    | Halowe mistrzostwa Azji             | Pattaya             | 3.      | bieg na 60 m przez płotki  | 8,54  |
| 2007    | Uniwersjada                         | Bangkok             | 5. H    | bieg na 100 m przez płotki | 13,91 |
| 2007    | Igrzyska Azji Południowo-Wschodniej | Nakhon Ratchasima   | 1.      | bieg na 100 m przez płotki | 13,51 |
| 2008    | Igrzyska olimpijskie                | Pekin               | 7. H    | bieg na 100 m przez płotki | 13,49 |
| 2009    | Mistrzostwa Azji                    | Kanton              | 3.      | bieg na 100 m przez płotki | 13,32 |
| 2009    | Igrzyska Azji Południowo-Wschodniej | Wientian            | 1.      | bieg na 100 m przez płotki | 13,34 |
| 2009    | Igrzyska Azji Południowo-Wschodniej | Wientian            | 3.      | sztafeta 4 × 100 m         | 45,32 |
| 2010    | Igrzyska azjatyckie                 | Kanton              | 6.      | bieg na 100 m przez płotki | 13,42 |
| 2011    | Mistrzostwa Azji                    | Kobe                | 6.      | bieg na 100 m przez płotki | 13,42 |
| 2011    | Mistrzostwa świata                  | Daegu               | 7. H    | bieg na 100 m przez płotki | 13,56 |
| 2011    | Igrzyska Azji Południowo-Wschodniej | Palembang           | 2.      | bieg na 100 m przez płotki | 13,53 |
| 2011    | Igrzyska Azji Południowo-Wschodniej | Palembang           | 2.      | sztafeta 4 × 100 m         | 45,00 |
| 2013    | Igrzyska solidarności islamskiej    | Palembang           | 1.      | bieg na 100 m przez płotki | 13,54 |
| 2013    | Igrzyska Azji Południowo-Wschodniej | Naypyidaw           | 1.      | bieg na 100 m przez płotki | 13,53 |
| 2014    | Igrzyska azjatyckie                 | Inczon              | DSQ     | bieg na 100 m przez płotki | N/A   |
| 2015    | Igrzyska Azji Południowo-Wschodniej | Singapur            | 2.      | bieg na 100 m przez płotki | 13,61 |
| Źródło: |                                     |                     |         |                            |       |

## Rekordy życiowe
- bieg na 100 m – 12,06 (3 lipca 2010, Berlin)
- bieg na 200 m – 24,30 (10 września 2012, Rumbai)
- bieg na 100 m przez płotki – 13,18 (26 maja 2012, Tajpej)
- sztafeta 4 × 100 m – 45,00 (15 listopada 2011, Palembang)

Halowe
- bieg na 60 m przez płotki – 8,54 (11 lutego 2006, Pattaya)

Źródło: 